# ترور داناون
تِـرِوِر دونووان (انگلیسی: Trevor Donovan؛ زادهٔ ۱۱ اکتبر ۱۹۷۸) بازیگر اهل ایالات متحده آمریکا است. وی از سال ۲۰۰۴ میلادی تاکنون مشغول فعالیت بوده‌است.
از فیلم‌ها یا برنامه‌های تلویزیونی که وی در آن نقش داشته است، می‌توان به بورلی هیلز ۹۰۲۱۰ اشاره کرد.